# 리디큘러스 6
《리디큘러스 6》(영어: The Ridiculous 6)은 미국에서 제작된 프랭크 코라치 감독의 2015년 서부 액션 코미디 영화이다. 애덤 샌들러 등이 출연하였다.

## 출연
- 애덤 샌들러
- 테리 크루스
- 호헤이 가르시아
- 테일러 라우트너
- 롭 슈나이더
- 루크 윌슨
- 윌 포테이
- 스티브 잔
- 하비 카이텔
- 닉 놀티
- 존 러비츠
- 휘트니 커밍스
- 대니 트레이호
- 데이비드 스페이드
- 바닐라 아이스
- 닉 스워드슨
- 블레이크 셸턴
- 줄리아 존스
- 크리스 파넬
- 스티브 부세미
- 놈 맥도널드
- 존 터투로
- 크리스 커탠
- 재키 샌들러
- 블레이크 클라크
- 팀 헐리히
- 조너선 로크런